# Pietro Toesca
Pietro Toesca (Pietra Ligure, 12 luglio 1877 – Roma, 9 marzo 1962) è stato uno storico dell'arte italiano.

## Biografia
Toesca viene ricordato come uno dei più importanti storici dell'arte medievale del Novecento. Il suo volume La pittura e la miniatura nella Lombardia fino alla metà del Quattrocento ricostruì per la prima volta il quadro dell'arte figurativa lombarda del medioevo, definendone l'importanza riguardo all'intera Europa. Allievo a Roma di Adolfo Venturi, Toesca iniziò la sua carriera di docente all'Accademia scientifico-letteraria di Milano, nel 1905. Nel 1907 fu scelto per l'appena istituita cattedra di Storia dell'Arte all'Università di Torino. Nel 1914 si spostò a Firenze, dove sviluppò una forte amicizia con Bernard Berenson, e nel 1926 a Roma, dove concluse la sua esperienza d'insegnante universitario nel 1948. Fra i suoi studenti più importanti si possono citare Giulio Carlo Argan, Roberto Longhi, Ernst Kitzinger, Sergio Bettini, Giovanni Carandente e Federico Zeri. Nel 1939 entrò a far parte del Consiglio tecnico dell'Istituto Centrale per il Restauro.
Toesca fu, inoltre, direttore della sezione Storia dell'arte medievale e moderna dell'Enciclopedia Italiana dal 1929 al 1937, e membro nazionale dell'Accademia dei Lincei dal 1946.
Sposò Elena Berti (1900-1967), anche lei storica dell'arte, autrice di numerosi saggi; ebbero una sola figlia, Ilaria Toesca, che seguì le orme dei genitori.

## Opere
- La pittura e la miniatura nella Lombardia fino alla metà del Quattrocento (1912)
- Storia dell'arte italiana, I, Il Medioevo (1913-27)
- Monumenti e studi per la storia della miniatura italiana, I (1929)
- La pittura fiorentina del Trecento (1929)
- Storia dell'arte italiana, II, Il trecento (1951)